# Karl von Trier
Pour l’article homonyme, voir Trier.
Karl von Trier (ou Charles de Trèves en français) (° vers 1265 à Trèves, † 11 février 1324 à Trèves), est le seizième grand maître (magister generalis) de l’ordre Teutonique de 1311 à 1324.

## Biographie
Karl appartient à une famille patricienne de Trèves, la famille von Oersen. Karl von Trier reçoit une éducation soignée et est doté de talents diplomatiques. Il entre dans l’Ordre en 1288, avec deux de ses frères, un neveu, et son père, Jakob von Oesten devenu veuf.
Il devient commandeur dans les années 1290 des commanderies situées dans les bailliages de Champagne, à Beauvoir, de Bourgogne et de Lorraine. Il est grand commandeur en 1304 et représente le grand maître Siegfried von Feuchtwangen à Venise.
Le chapitre (capitulum) des maîtres de l’Ordre réuni à Marienbourg le choisit comme grand maître à la mi-juin 1311. Il est en faveur de réformes au sein des Frères, mais celles-ci ne sont pas accueillies unanimement. Il doit d’autre part lutter contre l’influence du puissant évêque de Riga qui est opposé au pouvoir des chevaliers dans les territoires de la mer Baltique, ainsi que des princes polonais qui n’avaient pas accepté que le margrave de Brandebourg, Waldemar, ait vendu à l’Ordre ses possessions de Dantzig, Dirschaw et Schwetz, par l’accord de Soldin, le 6 septembre 1309. Avec les territoires achetés en Cujavie, l’Ordre se trouvait donc maître de larges régions côtières. Le grand maître Siegfried von Feuchtwangen ratifie ces accords, sous réserve de leur acceptation par le pape et par l’empereur. Henri VII les ratifie en 1311 et inféode l’ensemble de la Poméranie à l’Ordre teutonique. 
Les Polonais sont alors divisés en plusieurs factions et n’ont plus de roi depuis le XIe siècle. Le duc de Grande-Pologne accède finalement au trône en 1320 sous le nom de Ladislas Ier et réclame la Poméranie, tandis que les évêques polonais excommunient l’Ordre (cette excommunication étant non avenue, car non conforme à la bulle d’Honorius III Cum dilecti de 1218, confirmée par Urbain V en 1266). Les Polonais s’associent plus tard avec les Lituaniens païens et les Russes orthodoxes, pour tenter de chasser les chevaliers.
Karl von Trier est donc confronté à des oppositions internes et externes. Il doit quitter la Prusse en 1317, mais le chapitre général réuni en 1318 à Erfurt le confirme dans sa position de grand maître. Il obtient du pape d’Avignon de nouveaux privilèges pour l’Ordre, contre la position de l’évêque de Riga, et passe les dernières années de sa vie, affaibli par la maladie à Trèves, où il meurt en 1324. Il est enterré en l’église Sainte-Catherine de Trèves.